# Transistor lưỡng cực
Transistor lưỡng cực nối, viết tắt theo tiếng Anh là BJT (Bipolar junction transistor) là loại linh kiện bán dẫn có cấu trúc 2 tiếp xúc của 3 khối chất bán dẫn có đặc tính dẫn điện khác nhau. Từ ba khối có ba điện cực nối ra. Ở giữa là cực nền (base) ký hiệu B, hai bên là cực phát (emitter) ký hiệu E, và cực thu (collector) ký hiệu C. Đây là một linh kiện vô cùng quan trọng và có nhiều ứng dụng trong kỹ thuật điện tử. Chúng được phát minh vào năm 1948.
Transistor là chìa khóa cho hầu hết các hoạt động của các thiết bị điện tử hiện đại, từ các bộ vi xử lý cao cấp với hàng tỉ transistor trên mỗi cm2 cho tới những cục sạc điện thoại bạn vẫn dùng hàng này. Nhiều người coi nó là một trong những phát minh quan trọng nhất thế kỉ XX, sánh ngang với mạng Internet.
Mặc dù ngày nay, có hàng tỉ con transistor được sản xuất ra mỗi năm, phần lớn số transistor lại được tích hợp trong các vi mạch tích hợp mà chúng ta hay gọi là IC (Intergrated-Circuit) cùng với các linh kiện khác như điện trở, tụ điện,.... Nếu không có transistor, sẽ chẳng thế có những khái niệm như "tính toán" hay "xử lý thông tin" như hiện nay.
Giá thành, sự linh hoạt trong cách sử dụng và độ bền cao đã giúp transistor len lỏi đến mọi ngóc ngách trong cuộc sống của con người. Có thể lấy một ví dụ nho nhỏ về vai trò của transistor, đó là sự phát triển của đồng hồ. Trước đây, đồng hồ là một khối cơ khí phức tạp, hay hỏng hóc, cồng kềnh, đòi hỏi người dùng phải bảo dưỡng thườn xuyên cũng như hàng ngày phải lên dây cót cho nó,... và hàng tá phiền phức khác. Nhờ có transistor, giờ đây bạn đã chứng kiến một sự thay đổi đáng kinh ngạc của cái gọi là "đồng hồ". Như thế nào thì chắc hẳn bạn cũng đã biết.

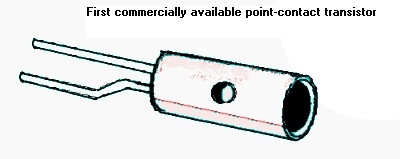
Mô hình transistor thương phẩm đầu tiên

## Nhà phát minh
Hình ảnh (từ trái sang) của John Bardeen, William Shockley và Walter Brattain - các nhà phát minh ra transistor năm 1948 tại Bell Labs. Đây là một trong một loạt các hình ảnh công khai được công bố bởi Bell Labs trong khoảng thời gian công khai sáng chế (30/06/1948). Mặc dù Shockley không tham gia vào các sáng chế, và chưa bao giờ được liệt kê trên các ứng dụng bằng sáng chế, Bell Labs vẫn quyết định rằng Shockley phải xuất hiện trên tất cả các hình ảnh công khai cùng với Bardeen và Brattain.h

## Phân loại
Transistor có rất nhiều loại với hàng tá chức năng chuyên biệt khác nhau
- Transistor lưỡng cực (BJT - Bipolar junction transistor)
- Transistor hiệu ứng trường (Field-effect transistor)
- Transistor mối đơn cực UJT (Unijunction transistor)

Trong đó, transistor lưỡng cực BJT là phổ biến nhất. Có nhiều người thường xem khái niệm transistor như là transistor lưỡng cực BJT. Do vậy bạn nên chú ý đến điều đó để tránh nhầm lẫn cho mình.

## Cấu tạo
Transistor gồm 3 lớp bán dẫn loại P và loại N ghép lại với nhau. Do đó có hai loại transistor là NPN và PNP tương ứng với 2 cách sắp xếp 3 lớp bán dẫn trên.
Xét trên phương diện cấu tạo, transistor tương đương với 2 diode
Như hình vẽ, transistor có 3 cực là B (Base), C (Collector) và E (Emitter) tương ứng với 3 lớp bán dẫn. Sự phân hóa thành 3 cực này là do đặc tính vật lý của 3 lớp bán dẫn là khác nhau.

## Ký hiệu trong mạch điện
Trong một số mạch điện, điển hình như sơ đồ vẽ bằng Fritzing, bạn cũng có thể sẽ gặp những ký hiệu như thế này

## Nguyên lý hoạt động
Một số quy ước về ký hiệu:
- IB: (cường độ) dòng điện qua cực Base của transistor.
- IC: (cường độ) dòng điện qua cực Collector của transistor.
- IE: (cường độ) dòng điện qua cực Emitter của transistor.
- IR: (cường độ) dòng điện qua điện trở R.
- VBE: (độ lớn) hiệu điện thế giữa 2 cực Base và Emitter của transistor. Các thông số tương tự cũng dùng ký hiệu tương tự.
- UB: điện áp ở cực Base. Các thông số tương tự cũng dùng ký hiệu tương tự.

### Transistor ngược NPN
Xét mạch điện sau

#### Quan sát, đo đạc
- Khi khóa K mở, không có dòng điện qua cực Base, điện trở R không tỏa nhiệt chứng tỏ không có dòng điện qua nó.
- Khi khóa K đóng, điện trở R tỏa nhiệt chứng tỏ có dòng điện qua nó, đồng thời cũng có dòng điện qua cực Base của transistor.
  - Có dòng điện qua R chứng tỏ có dòng điện đã đi vào transistor ở Collector. Điều này khẳng định rằng phải có dòng điện đi ra từ Emitter để về cực âm của nguồn.
  - Không thể có dòng điện đi ra từ cực Base, chỉ có thể là chiều ngược lại vào cực này.
  - Xét về độ lớn, nếu lấy đồng hồ đo IB, IC (IR = IC), IE thì ta thấy IB nhỏ hơn rất nhiều so với IC và IE, còn IE thì luôn lớn hơn IC một chút xíu. Có thể kết luận dòng điện trong mạch chủ yếu là dòng đi từ Collector đến Emitter của transistor. Điều này giải thích lý do vì sao trong ký hiệu transistor, người ta sử dụng một mũi tên ám chỉ chiều dòng điện.
  - Nếu tính toán một tí từ độ lớn của IB, IC, IE, ta nhận thấy IE gần bằng IB + IC. Hãy thử giảm 2 điện trở trong mạch xuống một chút xíu (thay điện trở khác) để nâng cường độ dòng điện lên, bạn sẽ thấy IE gần bằng IB + IC hơn. Như vậy, khi transistor hoạt động, dòng điện ra khỏi Emitter là dòng điện đi vào từ Collector đến Emitter và dòng điện đi vào từ Base đến Emitter.

#### Thử nghiệm 1
Thay vì mắc điện trở R ở phía Collector, ta thử mắc nó ở phía Emitter của transistor. Rõ ràng điều này không có khác biệt gì nhiều về mặt hoạt động so với cách mắc trước.
Bây giờ, ta sử dụng một cầu phân áp để thay đổi điện áp đặt vào cực Base của transistor. Tính toán lại các điện trở sao cho cường độ dòng điện vào Base vẫn không đổi.
Khi đóng khóa K, kiểm tra điện trở R, ta thấy nó tỏa nhiệt ít hơn hẳn so với ban đầu. Tại sao vậy ? Cường độ dòng điện qua điện trở vẫn không đổi, nhưng công suất tỏa nhiệt của nó giảm chứng tỏ hiệu điện thế giữa 2 đầu điện trở giảm. Sử dụng đồng hồ đo điện áp tại 3 cực của transistor, ta nhận thấy rằng UB gần bằng UE.
Thay đổi các điện trở phân áp, ta thay đổi UB. Bằng các phép đo bởi đồng hồ, ta nhận thấy rằng hiệu UB - UE luôn bằng khoảng 0.5V trong mọi trường hợp thay đổi UB. Có thể kết luận rằng trong quá trình hoạt động của transistor, UB luôn gần bằng UE.

#### Thử nghiệm 2
Thay đổi điện trở Rg, sau đó đo dòng IB và IC. Ta nhận thấy khi IB tăng thì IC cũng tăng. Với nhiều giá trị Rg, ta thấy IB luôn tăng/giảm tỉ lệ thuận với IC.
Khi UB = UC (VBC = 0), IB đạt cực đại khiến IC cũng đạt cực đại, transistor được gọi là mở hoàn toàn. Khi UB = 0V (VBC = UC), IB = 0A khiến IC = 0A, transistor được gọi là đóng hoàn toàn, không có dòng điện chạy trong mạch.
Về bản chất, transistor là linh kiện được đóng/mở bằng cường độ dòng điện qua cực Base. Trên thực tế, theo định luật Ôm, cường độ dòng điện I trong mạch tỉ lệ thuận với hiệu điện thế U đặt vào 2 đầu mạch. Do vậy, nhiều người nhầm lẫn rằng transistor được điều khiển đóng/mở bằng điện áp đặt vào cực Base. Họ quên mất rằng cường độ dòng điện trên mạch còn tỉ lệ nghịch với điện trở R. Ở đây, hiệu điện thế và điện trở chỉ là 2 yếu tố quyết định cường độ dòng điện qua cực Base.
Ta có thể so sánh 1 cách trực quan dễ hiểu như sau:
Nếu ví dòng điện như dòng nước, còn hiệu điện thế là áp lực nước trong ống dẫn thì transistor được xem như là một cái vòi nước với cực B là van điều chỉnh. Dòng nước chảy ra khỏi vòi mạnh hay yếu, đóng hay mở hoàn toàn phụ thuộc vào cách ta điều khiển van của vòi.

### Transistor thuận PNP
Transistor loại PNP tương tự loại NPN như tôi đã trình bày ở trên, nhưng có một số điểm ngược lại như sau:
- Dòng điện được điều khiển qua transistor PNP là dòng điện đi từ Emitter sang Collector.
- Dòng IE và IB tỉ lệ nghịch với nhau. IB đạt cực đại thì IE = 0A. IB = 0A thì IE đạt cực đại.

Tới đây thì có lẽ bạn đã hiểu vì sao lại có transistor thuận - nghịch.

## Các thông số cần quan tâm
Các ký hiệu ở đây được sử dụng cho transistor loại NPN. Transistor loại PNP cũng có những thông số hoàn toàn tương tự. Chúng được nhà sản xuất ghi rất cụ thể trong tài liệu kĩ thuật của mỗi loại transistor.
- Dòng điện cực đại qua cực Base IB
  - Mỗi loại transistor có các mức dòng IB cực đại khác nhau, đừng nghĩ rằng transistor càng to và hầm hố thì IB cực đại sẽ càng lớn hay ngược lại.
  - Nếu dòng điện qua cực Base của transistor vượt quá mức IB cực đại, nó có thể làm hỏng transistor. Do vậy người ta luôn mắc nối tiếp với cực Base một điện trở hạn dòng.
- Hệ số khuếch đại hFE (β)
  - Là tỉ số IC / IB đặc trưng cho khả năng khuếch đại dòng điện của transistor. Mỗi loại transistor có một mức hệ số khuếch đại khác nhau. Trong những điều kiện làm việc khác nhau, hFE cũng khác nhau.
  - Với các transistor có hFE lớn, bạn chỉ cần một dòng IB nhỏ là đã có thể kích cho nó mở hoàn toàn.
  - hFE thường có trị số từ vài chục đến vài ngàn.
- Cường độ dòng điện cực đại IC là dòng điện tối đa mà transistor có thể mở cho nó đi vào ở cực Collector. Các loại transistor lớn nhất thường chỉ có IC tối đa khoảng 5A và đòi hỏi phải có quạt tản nhiệt.
- Hiệu điện thế:
  - UCE: hiệu điện thế tối đa giữa 2 cực Collector và Emitter của transistor. UCE thường chỉ có trị số từ vài chục đến vài trăm volt. Các dự án Arduino hầu hết đều chạy ở mức 5V hoặc thấp hơn, do đó bạn cũng không cần phải quan tâm nhiều đến thông số này.
  - UCB: hiệu điện thế tối đa giữa 2 cực Collector và Base của transistor. UBE thường chỉ có trị số từ vài chục đến vài trăm volt Các dự án Arduino hầu hết đều chạy ở mức 5V hoặc thấp hơn, do đó bạn cũng không cần phải quan tâm nhiều đến thông số này.
  - UBE: hiệu điện thế tối đa giữa 2 cực Base và Emitter của transistor (là hiệu UB - UE). Với dòng hoạt động nhỏ, UBE gần bằng 0V. Với dòng lớn hơn, UBE sẽ tăng lên lên khá nhanh. Với đa phần transistor, UBE hiếm khi vượt quá 5V.
- Công suất tiêu tán năng lượng tối đa (Device Dissipation/Power Dissipation) đặc trưng cho công suất hoạt động lớn nhất của transistor, có giá trị bằng tích UCE * ICE. Một số loại transistor lớn có công suất lên đến 65W như TIP120/121/122 và tỏa ra rất nhiều nhiệt lượng nên cần phải gắn thiết bị tản nhiệt, một số khác như 2N3904 thì chỉ là 625mW và không cần tản nhiệt.

## Các ứng dụng điển hình
Mạch khuếch đại
Mạch điều khiển đóng mở RƠ LE
...

### Khuếch đại điện áp một chiều
- Khuếch đại: Transistor được dùng trong các mạch khuếch đại một chiều (DC), khuếch đại tín hiệu (AC), mạch khuếch đại vi sai, các mạch khuếch đại đặc biệt, mạch ổn áp…
Trong mạch các điện trở hồi tiếp R=22K, R=68K (hồi tiếp từ cực góp T2 về) và R=220Ω xác định hệ số khuếch đại của mạch:
KU = 68K/22K/220Ω = 16,7K/0.22K =75
Các điện trở hồi tiếp một chiều R = 3,9K và R = 68K từ T2 về để ổn định chế độ làm việc của mạch.

### Khuếch đại điện áp xoay chiều
Tín hiệu sử dụng trong mạch là tín hiệu xoay chiều

### Khuếch đại công suất
Ứng dụng trong khuếch đại công suất cho hệ thống âm thanh, hệ thống điều khiển.
Mạch này thường làm việc với hiệu điện thế cao và dòng lớn.

### Khuếch đại chuyển mạch
Ứng dụng trong điều khiển rơ le chuyển mạch. Thậm chí bản thân các BJT cũng là một chuyển mạch.

### Ứng dụng để điều khiển động cơ
Xét một ứng dụng thực tế là chiếc xe dò đường. 2 động cơ của nó được một mạch 2 transistor điều khiển.
Tham khảo sơ đồ mạch điều khiển một động cơ sau
Nếu sử dụng transistor TIP120 (cấu tạo) hoặc tương đương, bạn không cần mắc thêm diode như trong hình.